# Andelsförening
En andelsförening är en typ av ekonomisk förening där medlemmarna tillsammans äger och driver verksamheten, vanligtvis med syfte att främja sina gemensamma ekonomiska intressen.
Varje medlem har en andel i föreningen, och det är dessa andelar som ger dem rätt att delta i föreningens beslut och ta del av dess vinster.
Andelsföreningar kan förekomma inom olika områden, såsom jordbruk, skogsbruk, bostäder och serviceföretag. För att starta en andelsförening i Sverige krävs det minst tre medlemmar, samt att föreningen registreras hos Bolagsverket.